# Simorgh Alborz Football Club
Simorgh Alborz FC es un equipo de fútbol de Afganistán que juega en la Afghan Premier League. Fue fundado en agosto de 2012 con la creación de la Liga Premier de Afganistán y sus jugadores han sido elegidos a través de un casting-show llamado Maidon-E-Sabz (Campo Verde).

## Historia
Simorgh Alborz representa a las provincias ubicadas en el norte de
Afganistán. Estas provincias están en la sombra de la cordillera de Alborz que comienza 
aquí y se extiende hacia el oeste hasta llegar al mar Caspio.
El Simorgh Alborz es una mítica criatura (un elegante, pájaro alado grande) que se conoce en
muchos poemas famosos. Es una criatura benevolente, sabio y amoroso, pero también 
es capaz de hacer grandes sacrificios.
En el Shahnama, Zal, el hijo de Saam, es rescatado después de ser abandonado en la 
montaña Alborz por el Simorgh que vive en la cima de la montaña. El Simorgh también 
se menciona en muchos otros incluyendo la poesía Conferencia de los pájaros de 
Fariddudin Attar, donde la abubilla lidera un grupo de treinta pájaros en busca de la 
Simorgh.
El equipo de fútbol de Simorgh Alborz representan uno de la parte más antigua e histórica
de Afganistán y la esperanza de traer gloria a sus provincias representativas. Ellos creen
que el lugar de descanso natural para el Roshan APL Cup está en el pie de las 
montañas Alorz.
| Año  | Posición | Partidos | Ganados | Perdidos | Empatados | Goles a favor | Goles en contra | Diferencia | PTS. |  |
| ---- | -------- | -------- | ------- | -------- | --------- | ------------- | --------------- | ---------- | ---- |  |
| 2014 | 4        | 3        | 0       | 3        | 0         | 3             | 8               | -5         | 0    |  |
| 2013 | 2        | 3        | 1       | 0        | 2         | 10            | 3               | 7          | 5    |  |
| 2012 | 2        | 3        | 2       | 1        | 0         | 7             | 7               | 0          | 6    |  |

## Jugadores
Estos son los jugadores que compitieron en la Liga Premier de Afganistán
| #  | Posición       | Nombre           | Partidos jugados | Goles | Tarjetas amarillas | Tarjetas rojas |
| -- | -------------- | ---------------- | ---------------- | ----- | ------------------ | -------------- |
| 1  | Portero        | Hekmat Ullah     | 2                | 0     | 0                  | 0              |
| 20 | Portero        | Khabeer          | 1                | 0     | 0                  | 0              |
| 21 | Portero        | Maisam           | 0                | 0     | 0                  | 0              |
| 2  | Defensa        | Murtaza          | 0                | 0     | 0                  | 0              |
| 3  | Defensa        | Asad Ullah       | 2                | 0     | 0                  | 0              |
| 4  | Defensa        | Naseem           | 3                | 0     | 0                  | 0              |
| 5  | Defensa        | Baryalai         | 3                | 0     | 0                  | 0              |
| 6  | Defensa        | Sohail           | 0                | 0     | 0                  | 0              |
| 7  | Defensa        | Mohamad Mohamadi | 3                | 0     | 0                  | 0              |
| 12 | Defensa        | Hussain          | 0                | 0     | 0                  | 0              |
| 8  | Medio          | Mustafa Rezaiee  | 3                | 0     | 0                  | 0              |
| 9  | Centrocampista | Omaid Naseeb     | 2                | 0     | 0                  | 0              |
| 11 | Centrocampista | Fayaz            | 2                | 0     | 0                  | 0              |
| 13 | Centrocampista | Qadeer Tawana    | 3                | 0     | 0                  | 0              |
| 17 | Centrocampista | Hashmat Ullah    | 0                | 0     | 0                  | 0              |
| 18 | Centrocampista | Basheer Shokuri  | 1                | 0     | 0                  | 0              |
| 19 | Centrocampista | Enayat           | 2                | 0     | 0                  | 0              |
| 10 | Atacante       | Munir Ulhaq      | 2                | 1     | 0                  | 0              |
| 14 | Atacante       | Omaid Khatibi    | 1                | 0     | 0                  | 0              |
| 15 | Atacante       | Farhad           | 2                | 2     | 1                  | 0              |
| 16 | Atacante       | Shah Mahmood     | 1                | 0     | 0                  | 0              |

- Datos: Q1277535